# Guerra del Whisky
La Guerra del Whisky, també coneguda com les Guerres del Licor, va ser una guerra sense sang i una disputa fronterera entre el Regne de Dinamarca i el Canadà per l'illa de Hans . Entre 1973 i 2022, l'illa va estar en disputes entre les dues nacions, encara que mai no va suposar un conflicte directe o violència.
Ambdós països van acordar un procés el 2005 per resoldre el problema, que finalment es va resoldre el 2022, donant lloc a la creació d'una frontera terrestre a l'illa entre els dos estats.

## Antecedents

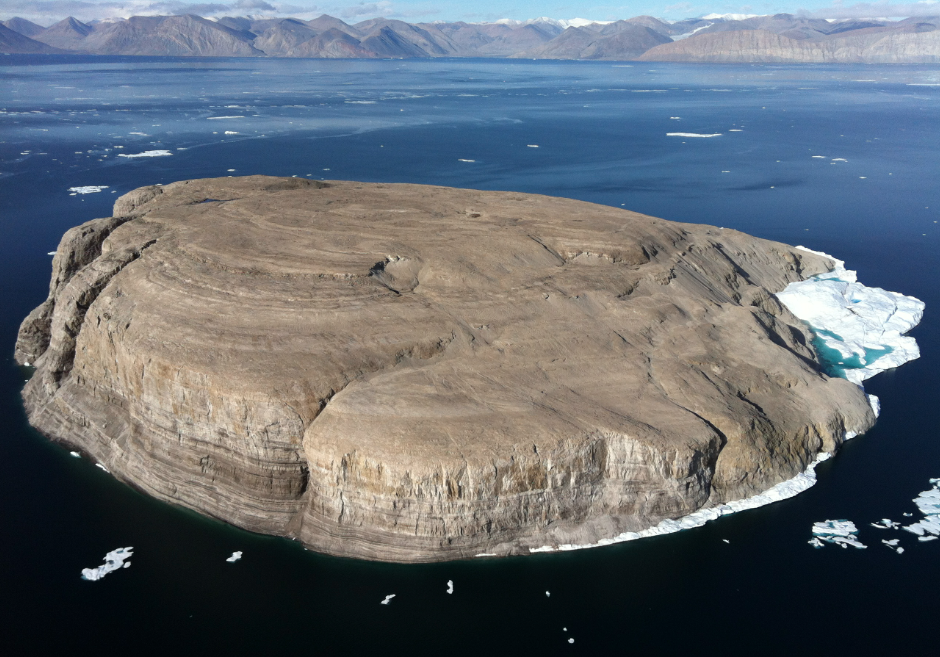
L'illa de Hans vista des de l'aire l'agost de 2012, amb l'illa d'Ellesmere al fons

L'illa de Hans (coneguda com Tartupaluk en groenlandès) es troba al mig del canal Kennedy entre Groenlàndia i l'illa d'Ellesmere. L'illa de Hans té una mida aproximada d'1,3 km 2 i és àrida. L'illa de Hans no està habitada, tot i que abans era utilitzada per les poblacions inuit indígenes de la zona durant el segle XIX. La reclamació canadenca de l'illa va sorgir arrel de la compra, l'any 1880, de terres de la Companyia de la Badia de Hudson al territori del govern canadenc. L'argument danès era que l'illa de Hans era vital per a les seves poblacions indígenes per a la pesca, creant una part integral de la zona propera de Groenlàndia.

## Disputa territorial
El Canadà i Dinamarca van signar un acord a través de les Nacions Unides el 17 de desembre de 1973. L'acord pretenia delimitar la plataforma continental entre les dues nacions. Això va ser influenciat per la línia de límit marítim, que va caure gairebé directament pel mig de l'illa de Hans.
L'acord es va aprovar amb ambdues nacions acordant resoldre la disputa sobre l'illa de Hans en una data posterior.
La disputa es va considerar de baixa prioritat per part del govern canadenc. El 18 de març de 2019 es va celebrar una reunió del Comitè Especial del Senat canadenc sobre l'Àrtic, on el conflicte va ser considerat "gairebé insignificant" per Michael Byers, professor i catedràtic de recerca del Canadà a la Universitat de Colúmbia Britànica.

## Conflicte
El 1984, soldats canadencs van visitar l'illa i hi van plantar una bandera canadenca, deixant també una ampolla de whisky canadenc . Més tard el mateix any, el propi ministre danès d'Afers de Groenlàndia va arribar a l'illa amb la bandera danesa, una ampolla de Schnapps i una carta que deia "Benvinguts a l'illa danesa" ( Velkommen til den danske ø ). Els dos països van procedir per torns a plantar les seves banderes a l'illa i intercanviar begudes alcohòliques.
El 2005, un canadenc i una font desconeguda del costat danès també van publicar anuncis a Google per "promocionar les seves afirmacions".
La disputa fronterera sovint s'ha considerat humorística entre les dues nacions, amb diplomàtics que han mostrat bon humor. Malgrat tractar-se oficialment com a assumpte greu, la manera en què s'ha resolt el conflicte ha estat pacífic, demostrat sobretot pel temps necessari en resoldre la disputa. Les relacions entre els dos països son amistoses i també són membres fundadors de l'OTAN .

### Resolució pacífica
El diari canadenc The Globe and Mail va informar el 10 de juny de 2022 que els governs canadenc i danès havien establert una frontera a través de l'illa, dividint-la entre el territori canadenc de Nunavut i el territori autònom danès de Groenlàndia . La resolució es va produir durant la invasió russa d'Ucraïna, i per tant pretenia crear un exemple simbòlic per a altres nacions, implicant a Rússia, que les disputes territorials es poden resoldre pacíficament.
La resolució va tenir l'efecte secundari de donar al Canadà i Dinamarca una frontera terrestre entre ells, el que significa que ambdós països ja no limiten només amb un altre país (els Estats Units i Alemanya, respectivament).
La resolució va ser ratificada pel Folketing el 19 de desembre de 2023, posant fi així a la disputa des d'una perspectiva danesa.